# Ingeborg Pfüller
Ingeborg Ella Pfüller (1 de enero de 1932) es una exatleta argentina que se especializaba en lanzamiento de disco y de bala. Representó a su país de origen en los Juegos Olímpicos de Verano de Helsinki 1952, donde terminó en séptimo lugar, y ganó la medalla dorada en lanzamiento de disco en los Juegos Panamericanos de 1955 celebrados en la Ciudad de México. Ganó también medallas en lanzamiento de disco y de bala en los Campeonatos Sudamericanos de Atletismo y en los Juegos Iberoamericanos. Consiguió récords nacionales y sudamericanos.
Nacida en Argentina en el seno de una familia de ascendencia alemana, pasó su infancia primero en el barrio porteño de Flores y luego, aún pequeña, se mudó a la localidad bonaerense de Banfield, en la zona sur del Gran Buenos Aires.
Su padre, Federico Pfüller, era un entusiasta del deporte y la anotó a los cinco años para practicar natación en el Club Gazcón de Banfield. A los seis años ingresó a una escuela alemana de la zona, en donde empezó a practicar atletismo. Luego continuó en la Sociedad Alemana de Gimnasia y desde los 14 años, en el Club Atlético Independiente.
En 1955, cuando la dictadura autodenominada Revolución Libertadora dio el golpe de Estado que derrocó al gobierno constitucional de Juan Domingo Perón, en el marco de una persecución que sufrieron también otros atletas como Osvaldo Suárez y Walter Lemos (a quienes se les impidió representar al país en los Juegos Olímpicos de Melbourne), así como el campeón olímpico de maratón Delfo Cabrera, quien fue despedido de su trabajo y el subcampeón olímpico Reinaldo Gorno, Ingeborg Pfüller comenzó a sufrir problemas por haber sido profesora de la Unión de Estudiantes Secundarios durante los gobiernos peronistas. En una entrevista en la que recordó su declaración ante la Comisión Interventora en el Comité Olímpico-Confederación Argentina de Deportes, manifestó:

Fue algo humillante. Yo era profesora de natación y deportes en la Unión de Estudiantes Secundarios y durante el interrogatorio me preguntaron: ‘¿Por qué se tira a la pileta desnuda?’. Eso, aparte de ser una canallada, porque no era real, revela el tipo de mentes que nos estaban juzgando. Fue muy momento muy enfermo de la sociedad, se manejaba un revanchismo realmente irracional. (...) nos imputaron haberle dedicado el triunfo a Perón. ¿Y cómo no iba a hacerlo? Él fue quien más se interesó por nuestra actuación. Por su gestión estuvimos en México un mes antes de la competencia para adaptarnos a la altura, fuimos los primeros en ocupar la Villa Olímpica. Lo mismo había sucedido en los Juegos de Helsinki. Siempre recuerdo el telegrama que le envió a la delegación: ‘No se preocupen tanto por el triunfo sino por hacer amigos

La Comisión Investigadora la declaró atleta no amateur por haber recibido de parte del gobierno nacional peronista una motoneta marca Vespa y un Fiat 1100. Esto le imposibilitó competir durante más de tres años. En 1959, cuando pudo volver a hacerlo, recuperó los títulos nacionales de lanzamiento de bala y disco y continuó con su carrera.
Fue profesora de educación física.
Se casó con un periodista cordobés que trabajaba en la agencia AFP, a quien conoció en los Juegos Panamericanos.
En 2009, a los 77 años, fue campeona de lanzamiento de disco en el Campeonato Mundial de Atletas Veteranos que se realizó en Lahti, Finlandia.

## Carrera deportiva

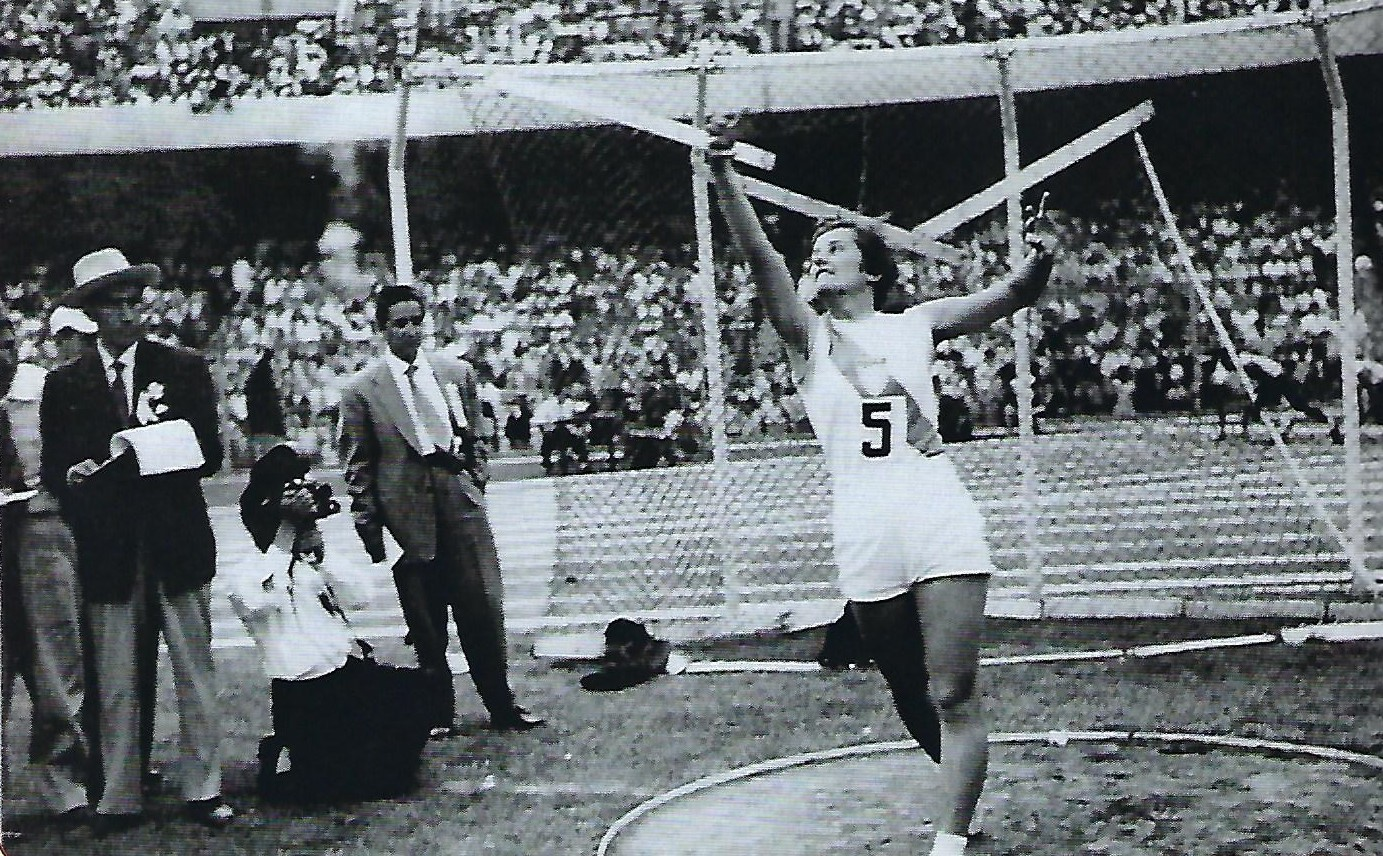
Ingeborg Pfüller compitiendo en 1955.

- Medalla de bronce en lanzamiento de disco en el Campeonato Sudamericano de Atletismo de 1949 celebrado en Lima, Perú.[3]
- Medalla de bronce en lanzamiento de bala en los Juegos Panamericanos de 1951 celebrados en Buenos Aires, Argentina.[3]
- Medalla de plata en lanzamiento de disco en los Juegos Panamericanos de 1951 celebrados en Buenos Aires, Argentina.[3]
- Medalla de plata en lanzamiento de bala en el Campeonato Sudamericano de Atletismo de 1952 celebrado en Buenos Aires, Argentina.[3]
- Medalla de plata en lanzamiento de disco en el Campeonato Sudamericano de Atletismo de 1952 celebrado en Buenos Aires, Argentina.[3]
- Medalla de plata en lanzamiento de disco en el Campeonato Sudamericano de Atletismo de 1953 celebrado en Santiago, Chile.[3]
- Medalla de oro en lanzamiento de disco en los Juegos Panamericanos de 1955 celebrados en celebrados en la Ciudad de México, México.[3]
- Medalla de plata en lanzamiento de bala en los Juegos Iberoamericanos de 1960 celebrados en Santiago, Chile.[3]
- Medalla de plata en lanzamiento de disco en los Juegos Iberoamericanos de 1960 celebrados en Santiago, Chile.[3]
- Medalla de oro en lanzamiento de disco en el Campeonato Sudamericano de Atletismo de 1961 celebrado en Lima, Perú.[3]
- Medalla de oro en lanzamiento de bala en el Campeonato Sudamericano de Atletismo de 1961 celebrado en Lima, Perú.[3]
- Medalla de plata en lanzamiento de bala en los Juegos Iberoamericanos de 1962 celebrados en Madrid, España.[3]
- Medalla de oro en lanzamiento de disco en los Juegos Iberoamericanos de 1962 celebrados en Madrid, España.[3]
- Medalla de plata en lanzamiento de disco en los Juegos Panamericanos de 1963 celebrados en São Paulo, Brasil.[3]
- Medalla de oro en lanzamiento de bala en el Campeonato Sudamericano de Atletismo de 1963 celebrado en Cali, Colombia.[3]
- Medalla de oro en lanzamiento de disco en el Campeonato Sudamericano de Atletismo de 1963 celebrado en Cali, Colombia.[3]